# Tkinter
Tkinter – biblioteka Pythona umożliwiająca tworzenie interfejsu graficznego (GUI). Tkinter jest dołączony do standardowych instalacji Pythona w systemach Linux, Microsoft Windows i Mac OS X.
Nazwa Tkinter pochodzi od interfejsu Tk. Biblioteka ta została napisana przez Fredrika Lundha.
Tkinter to darmowe oprogramowanie wydane na licencji Pythona.

## Opis
Podobnie jak w przypadku większości innych współczesnych powiązań Tk, Tkinter jest implementowany jako opakowanie Pythona wokół pełnego interpretera Tcl osadzonego w interpreterze tego języka. Wywołania tej biblioteki są tłumaczone na polecenia Tcl, które są przekazywane do wbudowanego interpretera, umożliwiając w ten sposób mieszanie Pythona i Tcl w jednej aplikacji.
Dostępnych jest kilka popularnych, alternatywnych bibliotek GUI, takich jak wxPython, PyQt, PySide, Pygame, Pyglet i PyGTK.

## Widżety
Ogólny termin określający dowolny z bloków konstrukcyjnych, które składają się na aplikację w interfejsie graficznym.
- Widżety podstawowe: Kontenery: frame, labelframe, toplevel, paned window. Przyciski: button, radiobutton, checkbutton (checkbox) i menubutton. Widżety tekstowe: label, message, text. Widżety wejścia: scale, scrollbar, listbox, slider, spinbox, entry (pojedyncza linia), optionmenu, text (wiele wierszy) i canvas (wektorowa i pixelowa grafika)[2].
- Tkinter udostępnia trzy moduły, które umożliwiają wyświetlanie wyskakujących okien dialogowych: tk.messagebox (potwierdzenia, informacje, ostrzeżenia i okna dialogowe błędów), tk.filedialog (pojedynczy plik, wiele okien dialogowych wyboru plików i katalogów) i tk.colorchooser (próbnik kolorów)[2].

## Przykładowy kod
```
# !/usr/bin/env python3

import
 
tkinter
 
as
 
tk

class
 
Aplikacja
(
tk
.
Frame
):

    
def
 
__init__
(
self
,
 
master
=
None
):

        
tk
.
Frame
.
__init__
(
self
,
 
master
)

        
self
.
grid
()

        
self
.
createWidgets
()

    
def
 
createWidgets
(
self
):

        
self
.
przykladowaEtykieta
 
=
 
tk
.
Label
(
self
,
 
text
=
'Witaj Świecie'
)

        
self
.
przykladowaEtykieta
.
config
(
bg
=
"#00ffff"
)

        
self
.
przykladowaEtykieta
.
grid
()

        
self
.
quitButton
 
=
 
tk
.
Button
(
self
,
 
text
=
'Zakończ'
,
 
command
=
self
.
quit
)

        
self
.
quitButton
.
grid
()

app
 
=
 
Aplikacja
()

app
.
master
.
title
(
'Przykładowa Aplikacja'
)

app
.
mainloop
()

```

Linia 2: Importuje moduł tkinter (jako tk).
Linia 4: Tworzy klasę Aplikacja, która dziedziczy po tk.Frame.
Linia 6: Konstruktor.
Linia 7: Wywołuje konstruktor dla klasy nadrzędnej (tk.Frame).
Linia 11: Definiuje widżety.
Linia 12: Tworzy etykietę o nazwie przykladowaEtykieta z tekstem „Witaj Świecie”.
Linia 13: Ustawia kolor tła przykladowaEtykieta na cyjan.
Linia 14: Umieszcza etykietę w aplikacji (przy użyciu metody Grid).
Linia 15: Tworzy przycisk z tekstem „Zakończ”.
Linia 16: Umieszcza przycisk w aplikacji.
Linia 18: Przypisuje zmiennej app klasę Aplikacja.
Linia 19: Ustawia tytuł okna na Przykładowa Aplikacja.
Linia 20: Uruchamia aplikacje.
Powyższy kod jest napisany w Python 3, w Python 2 wyglądałby tak samo, oprócz tego, że tkinter byłby napisany od wielkiej litery.